# Gervasio de Bazoches
Gervasio de Bazoches (muerto en mayo de 1108), príncipe de Galilea y señor de Tiberíades, fue un cruzado que tomó parte en la Primera Cruzada.
Antes de la cruzada era el defensor de la Iglesia de Mont-Notre-Dame. Su hermano Hugo, era el señor de Bazoches. En Tierra Santa, comenzó siendo un oficial de las tropas de Balduino de Boulogne, el cual le confirió Galilea después de la muerte de Hugo de Saint Omer. En mayo de 1108, su tropa compuesta de ochenta caballeros y doscientos soldados de infantería fue derrotada por Tughtikin, atabeg de Damasco y Gervasio fue hecho prisionero, como su predecesor. Tughtikin propuso las ciudades de Acre, Haifa y Tiberíades como rescate para su liberación, Balduino se negó y solo ofreció una cantidad determinada de plata. Gervasio fue ejecutado, también como su predecesor Hugo de Saint Omer.